# Gary Brozenich
Gary Brozenich ist ein Filmtechniker, der sich auf visuelle Effekte spezialisiert hat.

## Leben
Brozenich studierte traditionelle Malerei und Illustration an der School of Visual Arts in New York City. Weiters schloss er zwei klassische Studien ab, bevor er nach London umzog. Dort arbeitete Brozenich als Bildhauer. Durch Kontakte in den traditionellen Industriezweigen begann er sich für 3D zu interessieren. Er gründete eine Firma in London und begann im traditionellen Modellbau, um fotorealistische CG-Bilder für Werbung zu schaffen. Nach sechs Jahren löste sich das Unternehmen auf, und Brozenich nahm eine Tätigkeit bei der Moving Picture Company (MPC) auf, wo er an Werbespots arbeitete. Seit seinem ersten Zusammenstoß mit visuellen Effekten ist Brozenich ausschließlich auf diesem Terrain als CG- und VFX-Supervisor tätig. Als seine persönlich liebsten Filme bezeichnet er Der Pate, Excalibur und In der Glut des Südens.
Brozenichs bisher größter Erfolg war seine Mitwirkung an dem Film Lone Ranger, für den er 2014 erstmals für einen Oscar nominiert wurde.

## Filmografie (Auswahl)
- 2003: Das Medaillon (The Medallion)
- 2004: Troja (Troy)
- 2005: Königreich der Himmel (Kingdom of Heaven)
- 2006: The Da Vinci Code – Sakrileg (The Da Vinci Code)
- 2007: Rom (Fernsehserie; 1 Folge)
- 2007: Sweeney Todd – Der teuflische Barbier aus der Fleet Street (Sweeney Todd: The Demon Barber of Fleet Street)
- 2008: 10.000 B.C.
- 2010: Wolfman
- 2010: Kampf der Titanen (Clash of the Titans)
- 2011: Pirates of the Caribbean – Fremde Gezeiten (Pirates of the Caribbean: On Stranger Tides)
- 2012: Zorn der Titanen (Wrath of the Titans)
- 2013: Lone Ranger (The Lone Ranger)
- 2014: Edge of Tomorrow
- 2021: The Last Duel

## Auszeichnungen
- 2005: Visual Effects Society Award: Nominierung in der Kategorie Beste visuelle Spezialeffekte in einem Film für Troja
- 2006: Visual Effects Society Award: Auszeichnung in der Kategorie Beste visuelle Spezialeffekte in einem Film für Königreich der Himmel
- 2007: Visual Effects Society Award: Nominierung in der Kategorie Beste visuelle Spezialeffekte in einem Film für The Da Vinci Code – Sakrileg
- 2007: Primetime Emmy Award: Nominierung in der Kategorie Beste visuelle Spezialeffekte in einer Serie für Rom
- 2008: Visual Effects Society Award: Auszeichnung in der Kategorie Beste visuelle Spezialeffekte in einem Broadcast-Programm für Rom
- 2012: Visual Effects Society Award: Nominierung in der Kategorie Beste visuelle Effekte in einem Film für Pirates of the Caribbean – Fremde Gezeiten
- 2014: Visual Effects Society Award: Auszeichnung in der Kategorie Beste visuelle Spezialeffekte in einem Film für Lone Ranger
- 2014: Oscar: Nominierung in der Kategorie Beste visuelle Effekte für Lone Ranger